# مايكل بوسنر (محامي)
مايكل بوسنر (بالإنجليزية: Michael Posner)‏ (19 نوفمبر 1950) محامي أمريكي يعتبر المؤسس والمدير التنفيذي لمنظمة حقوق الإنسان أولا.